# Шпреевальдські огірки
Шпреевальдські огірки (нім. Spreewälder Gurken Spreewälder Gurken) - мариновані і солоні огірки, вирощені в місцевості Шпреевальд в федеральній землі Бранденбург (Німеччина). З 18 березня 1999 року - захищені географічним позначенням. 

## Опис
Шпреевальдські огірки є одним з найбільш відомих захищених географічних позначень Німеччини. Особливий смак їм надають умови вирощування (місцевий ґрунт, вода, мікроклімат) і набір спецій, серед яких хрін, цибуля, кріп та інші приправи  . 
До 30% огірків, які виготовляються в Шпреевальді і отримують назву шпреевальдських, може бути імпортовано з інших регіонів Німеччини, а також і з інших країн, включаючи Польщу та Іспанію  . 
На 2006 рік половина проданих в Німеччині маринованих огірків були зроблені в Шпреевальді. Тут працює 10 виробників (3 з яких займають 80% ринку шпреевальдських огірків), які купують огірки у 13 місцевих фермерів .

## Історія
Огірки з Шпреевальду відомі не менше 150 років. Так, німецький письменник Теодор Фонтане в своїй книзі 1862 року «Мандри по марці Бранденбург» пише: «Прекрасним центром торгівлі шпреевальдськими продуктами є Люббенау, звідси вони поширюються по світу. І найвище серед цих продуктів стоять огірки. В один із минулих років один продавець продав за тиждень 800 шоків »  . 
26 січня 1994 року уряд Німеччини обмежив територію, з якої можуть бути зібрані огірки з такою назвою, льодовиковою долиною річки Шпрее між північним краєм міста Котбуса, Ноєндорфським озером  і північчю міста Люббен . При цьому з усієї цієї території вирощування огірків ведеться на площі лише 600 га  . 
18 березня 1999 року постановою Європейської комісії № 590/1999 шпреевальдські огірки стали захищеним географічним позначенням в ЄС . 
Обсяги збору огірків в Шпреевальді: 
- 40 000 тонн (2005 рік)[1];
- 35 000 тонн (2015 рік);
- 29 000 тонн (2016 рік)[5].

## Вплив на культуру

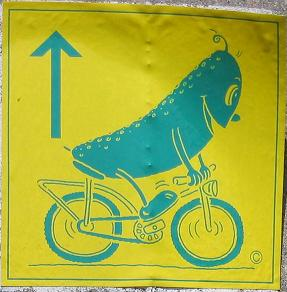
Gurkenradweg

Як культовий продукт шпреевальдські огірки показані у фільмі «Ґуд бай, Ленін!»  .
Велосипедний маршрут по Шпреевальду довжиною 260 км називається «Gurkenradweg» (в перекладі - «огірковий веломаршрут»)  . 